# Saint-Sernin (Aude)
Saint-Sernin ist eine Gemeinde mit 42 Einwohnern (Stand: 1. Januar 2022) im Westen des Départements Aude in der südfranzösischen Region Okzitanien (vor 2016 Languedoc-Roussillon). Die Gemeinde gehört zum Arrondissement Carcassonne und zum Kanton La Piège au Razès. Die Einwohner werden Saint-Serninais genannt.

## Lage
Saint-Sernin liegt etwa 30 Kilometer westnordwestlich von Carcassonne. Umgeben wird Saint-Sernin von den Nachbargemeinden Peyrefitte-sur-l’Hers im Norden, Mayreville im Osten, Pech-Luna im Südosten, Belpech im Süden und Westen sowie Mézerville im Westen.

## Bevölkerungsentwicklung
| Jahr                       | 1962 | 1968 | 1975 | 1982 | 1990 | 1999 | 2006 | 2019 |
| Einwohner                  | 53   | 31   | 43   | 29   | 35   | 40   | 26   | 41   |
| Quellen: Cassini und INSEE |      |      |      |      |      |      |      |      |

## Sehenswürdigkeiten

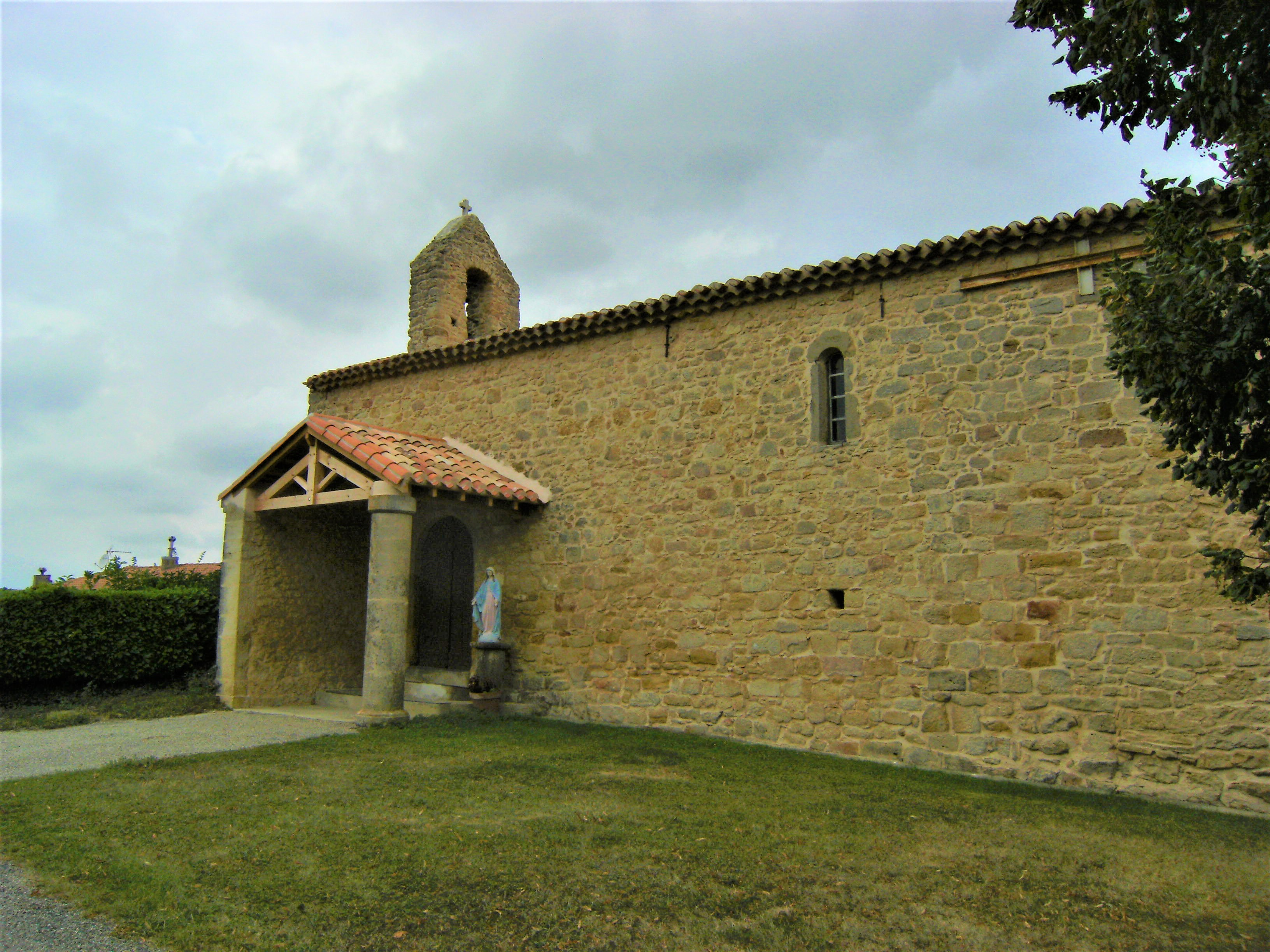
Kirche Saint-Saturnin

- Kirche Saint-Saturnin